# Bruno Bjelinski
Bruno Bjelinski (né le 1er novembre 1909 à Trieste et mort le 3 septembre 1992 à Zagreb) était un compositeur croate.

## Biographie
Après un doctorat en droit à l'université de Zagreb, il étudia la musique à l'Académie de musique de Zagreb auprès de Blagoje Bersa et de Franjo Dugan. Il enseigna lui-même à l'Académie entre 1945 et 1977. Sa musique, qui fait de lui un cousin spirituel et méditerranéen de Prokofiev et de Roussel, peut être qualifiée de directe et optimiste, la fraîcheur de son style, qui mêle sagesse et ironie, l'énergie et la virtuosité de son écriture orchestrale se prêtant aussi bien à des partitions d'envergure (symphonies, concertos, opéras) qu'à des musiques pour enfants.
Bjelinski est l'auteur d'opéras, trois ballets, 15 symphonies, une cantate, des pièces pour piano, des mélodies avec piano ou avec orchestre, de nombreuses sonates et partitions de musique de chambre, ainsi que de concertos et concertinos pour piano, violon, alto, violoncelle, basson, flûte, deux pianos ou cor.

## Œuvres

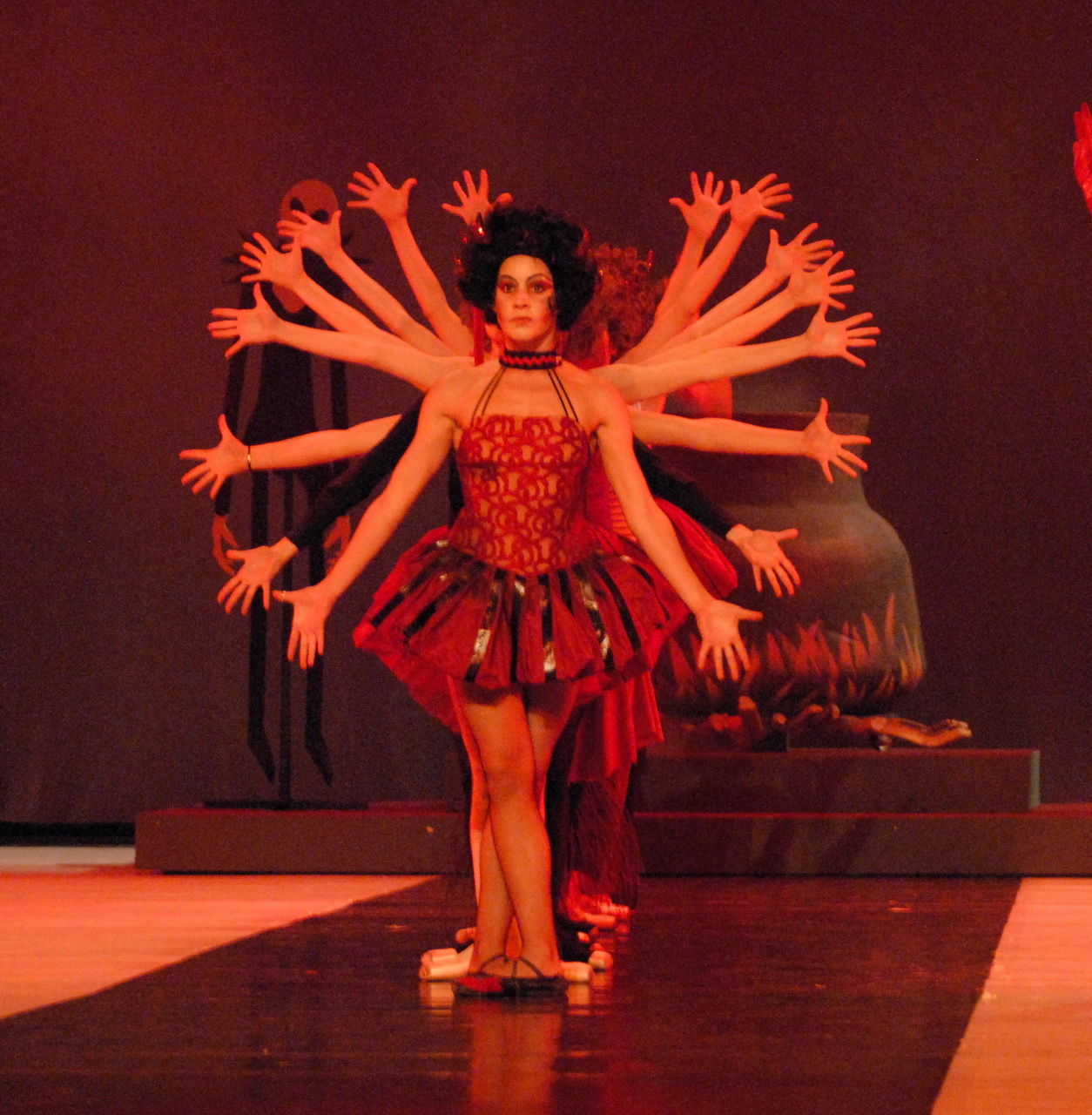
Mise en scène de Mačak u čizmama en 2008-2009.

- Concerto pour flûte et cordes, 1955
- Ljetna simfonija (Symphonie d'été), symphonie n° 1, 1955
- Sérénade pour trompette, piano, cordes et percussion, 1957
- Pčelica Maja (Maya l'Abeille), opéra féerique d'après Waldemar Bonsels, 1963
- Sinfonia jubilans, symphonie n° 4, 1965
- Peter Pan, ballet pour les enfants, 1966
- Sinfonietta concertante, pour piano et orchestre, 1967
- Musica Tonalis pour hautbois, basson et cordes, 1968
- Heraklo (Hercule), opéra comique, 1971
- Močvara (Le Marais), opéra, 1972
- Zvona (Les Cloches), opéra, 1975
- Mačak u čizmama, d'après Le Petit Poucet de Charles Perrault, ballet, 1977
- Orfej XX. stoljeca (Orphée au XXe siècle), opéra, 1981
- Slavuj (Le Rossignol), opéra d'après Hans Christian Andersen, 1984